# The Life and Times
The Life and Times è un gruppo indie rock statunitense formatosi a Kansas City, Missouri, attivo sin dalla sua creazione, avvenuta nel 2002.

## Storia
Sin dall'agosto del 2005, il gruppo si è esibito per oltre 200 volte in tutti gli USA per pubblicizzare il proprio album di debutto Suburban Hymns (DeSoto) con gruppi come i The Appleseed Cast, i Murder by Death, i Pelican, i Mono, gli Sparta, i Pinback, gli Engine Down, e con William Elliott Whitmore.
The Magician EP è il loro quarto EP. Nell'ottobre del 2006 sono stati protagonisti di un tour di successo in Giappone per promuovere The Magician per la Stiff Slack Records (Mercury Program, 31 Knots, Shiner, Mates of State).
Nell'estate del 2007 il gruppo inizia a registrare un nuovo album in studio e a marzo del 2008 lo mixano con Jason Livermore alla Blasting Room a Fort Collins, in Colorado. Il 2 novembre 2008 il gruppo firma un contratto con l'Arena Rock Recording Company, un'etichetta discografica con sede a Portland, in Oregon, con la quale il gruppo pubblicherà il nuovo album in studio intitolato Tragic Boogie.
Il gruppo pubblica anche un EP in vinile nel gennaio del 2011 intutolato Day II b/w Day III.
A settembre del 2011, il gruppo annuncia che un nuovo album No One Loves You Like I Do, sarà pubblicato il successivo 17 gennaio 2012 per l'etichetta discografica SlimStyle.
Una canzone del gruppo "Coat Of Arms", è inclusa nella colonna sonora del videogioco Saints Row 2.
Dall'inverno del 2011, il gruppo ha deciso di continuare nonostante l'abbandono di uno dei membri, Rob Smith.

## Discografia
Album in studio
- Suburban Hymns (2005, DeSoto Records)
- Tragic Boogie (2009, Arena Rock)
- No One Loves You Like I Do (2012, SlimStyle)
- Lost Bees (2014, SlimStyle)

EP, singoli e split
- The Flat End of the Earth (EP, 2003, 54°40' or Fight!)
- Split w/Nueva Vulcano (2006, Trece Grabaciones)
- Magician (EP, 2006, Stiff Slack)
- "Day II" b/w Day III (7", 2011 Hawthorne Street)